# Десять лет без права переписки (фильм)
«Десять лет без права переписки» (нем. Zehn Jahre ohne das Recht der Korrespondenz) — советская драма, снятая в 1990 году при участии западногерманских кинематографистов. Постановка Владимира Наумова. Снята по мотивам второй части романа Александра Кабакова «Ударом на удар, или Подход Кристаповича».

## Сюжет
Ночью приходят и арестовывают отца мальчика Михаила. Тот успевает надписать фотографию человека, который написал донос, и оставляет её сыну.
После окончания войны отставной капитан Михаил появляется в Москве и находит своих друзей. Он сообщает им, что собирается отомстить Завьялову — «Лысому», это именно тот высокопоставленный аппаратчик, по доносу которого в 1937 году был расстрелян его отец. Вскоре он выясняет, что подать на Завьялова в суд невозможно, и решает его убить. Завьялов живёт в «Доме правительства» в той самой квартире, в которой когда-то жила семья Михаила.
Михаил проводит время с подругой детства Ниной, которая работает певицей в небольшом ресторане. Другой друг детства Михаила — дворник и сын дворника Коля «Татарин» — живёт в небольшой квартире на крыше дома с молодой женщиной Фаей. Когда Михаил остаётся у него ночевать, они обсуждают возможность убийства Завьялова, и Коля отказывается в этом участвовать, но при этом обещает помочь. Завьялов чувствует какую-то опасность, и даёт указание приближённым припугнуть Михаила, не зная, чей тот сын. Они устраивают драку, но изменить его намерение не удаётся.
Во время похорон Калинина Фаю замечает Берия и даёт указание своему личному помощнику доставить её к нему. Тот похищает Фаю на катке, но та напивается и начинает оскорблять Берию, после чего тот приказывает вернуть её домой. Это похищение ускоряет события: друзья перехватывают машину с Фаей, разоружают и унижают помощников Берии. Сразу после этого Михаил и его друзья приходят домой к Завьялову. Он позволяет Завьялову вызвать сотрудников органов внутренних дел, убивает его и остаётся ждать сотрудников, которых тот успел вызвать по телефону. Коля уходит, но затем возвращается к другу.
Фильм содержит в себе элементы фантасмагории, в частности, часть событий происходит в обширных подземельях под «Домом правительства» и в метро. Там царит своя «подземная жизнь» с политическими демонстрациями, философами-отшельниками и тому подобным.

## В ролях
- Борис Щербаков — Михаил
- Наталия Белохвостикова — Нина
- Александр Панкратов-Чёрный — Коля «Татарин», дворник
- Вера Сотникова — Фаина, жена Коли
- Александр Яковлев — Юра Ширяев, бывший чекист
- Евгений Евстигнеев — Исай Львович, профессор
- Игорь Кашинцев — Степан Никифорович Завьялов, «стукач»
- Ян Янакиев — Лаврентий Берия
- Валентин Голубенко — Саркисов, водитель Берии
- Павел Морозенко — отец Михаила
- Владимир Романовский — Никита Хрущёв
- Павел Махотин — Николай Булганин
- Георгий Саакян — Иосиф Сталин
- Юрий Рудченко — Георгий Маленков
- Варвара Сошальская-Розалион — юрист
- Дарья Фекленко — девушка, танцующая «Рио-Риту» в паре с Берия
- Валентин Брылеев — капитан
- Игорь Кусакин — Миша в детстве
- Рамиль Сямиуллин — Коля в детстве

## Рецензии
- Иванова В. Погода для богатых, или Мясо для бедных (обзор фильмов, в том числе фильма «Десять лет без права переписки») // Советская культура. — 1990. — 15 декабря (№ 50). — С. 11.